# Hannah Kearney
Hannah Angela Kearney (Hanover, 26 de febrero de 1986) es una deportista estadounidense que compitió en esquí acrobático, especialista en las pruebas de baches.
Participó en tres Juegos Olímpicos de Invierno, entre los años 2006 y 2014, obteniendo en total dos medallas, oro en Vancouver 2010 y bronce en Sochi 2014, ambas en la prueba de baches.
Ganó ocho medallas en el Campeonato Mundial de Esquí Acrobático entre los años 2005 y 2015.

## Medallero internacional
| Juegos Olímpicos   | Juegos Olímpicos             | Juegos Olímpicos  | Juegos Olímpicos   |
| Año                | Lugar                        | Medalla           | Competición        |
| ------------------ | ---------------------------- | ----------------- | ------------------ |
| 2010               | Vancouver (Canadá)           | Medalla de oro    | Baches             |
| 2014               | Sochi (Rusia)                | Medalla de bronce | Baches             |
| Campeonato Mundial |                              |                   |                    |
| Año                | Lugar                        | Medalla           | Competición        |
| 2005               | Ruka (Finlandia)             | Medalla de oro    | Baches             |
| 2009               | Inawashiro (Japón)           | Medalla de bronce | Baches en paralelo |
| 2011               | Deer Valley (Estados Unidos) | Medalla de plata  | Baches             |
| 2011               | Deer Valley (Estados Unidos) | Medalla de bronce | Baches en paralelo |
| 2013               | Oslo/Voss (Noruega)          | Medalla de oro    | Baches             |
| 2013               | Oslo/Voss (Noruega)          | Medalla de bronce | Baches en paralelo |
| 2015               | Kreischberg (Austria)        | Medalla de oro    | Baches en paralelo |
| 2015               | Kreischberg (Austria)        | Medalla de plata  | Baches             |